# Zdeněk Mastník
Zdeněk Mastník (5. července 1920 Kyjov – 10. dubna 2008 Praha) byl český knihkupec a exilový novinář v Anglii.
Pod pseudonymem Pavel Holan působil v české redakci BBC World Service v Londýně. Od roku 1952 byl stálým pracovníkem československé redakce BBC. Dlouhá léta vysílal pořad o literatuře Česká kniha. Mezi roky 1969 a 1979 byl vedoucím české sekce BBC.

## Život
Zdeněk Mastník pocházel z učitelské rodiny, která se krátce po jeho narození přestěhovala z Milotic do Koryčan. Tam s rodiči žil prakticky až do svého odchodu do londýnského exilu v roce 1947, pro nějž se rozhodl kvůli svým aktivitám v Mezinárodním svazu studentstva. Vystudoval reálné gymnázium v Kyjově a také Obchodní akademii. Poté pracoval jako účetní ve sklářské firmě u Železného Brodu, kvůli vážné nemoci nemohl být během období Protektorátu nasazený do Německa. Po válce začal pracovat pro Mezinárodní svaz studentstva. V létě roku 1947 se v Paříži před zahraničními delegáty zmínil o obdrženém dopise slovenských matek, které si stěžovaly na deportaci svých synů do SSSR. Po návratu byl posléze varován, že mu bude hrozit nebezpečí. V prosinci 1947 proto odjel do Londýna. Tehdy mu pomohl sekretář Jana Masaryka Antonín Sum.
Krátce po odchodu do exilu začal spolupracovat s redakcí české sekce BBC. V roce 1948 se konaly v Londýně olympijské hry. Měl již zkušenosti z rozhlasu a byl zaměstnán jako výpomocný hlasatel BBC. Po roce 1948 začal také pracovat pro americkou tiskovou kancelář Foreign News Service Press, předchůdkyni rozhlasové stanice Svobodná Evropa. Tak začínal také jezdit jako reportér po uprchlických táborech Německa a Rakouska a dělal rozhovory s příchozími emigranty. Založil v Londýně Czechoslovak Student Information Service, která hledala v uprchlických táborech v Evropě doporučení pro studijní stipendia. Oženil se s Helenou Polívkovou, která byla za války příslušnicí britské armády na Blízkém východě. Té se až napodruhé podařil útěk z Československa na Západ. Byl to známý případ letadla ČSA, kterému se podařilo dostat se na leteckou základnu v Erdingu u Mnichova v březnu 1950. Kromě toho všeho Zdeněk Mastník založil již v roce 1950 firmu Interpress Ltd., která distribuovala českou a slovenskou literaturu do zahraničí, hlavně na univerzity. V průběhu času se začala orientovat i opačným směrem a to šířením literatury odpůrců komunistického režimu do zemí sovětského bloku. V roce 1967 otevřel obchod v Londýně u katedrály sv. Pavla, kde návštěvníkům z Východu byly rozdávány zdarma knihy o jejich zemích v rodných jazycích. Po roce 1990 knihy, které zbyly, věnoval Národní knihovně, Památníku národního písemnictví a knihovně Libri prohibiti.
Před odchodem do důchodu v roce 1979 byl doluhá léta šéfem české sekce BBC.
Zdeněk Mastník byl při příležitosti státního svátku 28. října 1998 na Pražském hradě vyznamenán prezidentem České republiky Václavem Havlem Medailí Za zásluhy II. stupně.

## Knihkupectví
Mastník se v exilu podílel na založení Organizace svobodné české mládeže, která se vymezovala proti Mezinárodnímu svazu studentstva coby jasně prokomunistické organizaci. Organizaci svobodné české mládeže se podařilo přesvědčit britské studenty, aby z Mezinárodního svazu studentstva vystoupili. Během svého působení v BBC vybudoval ve volném čase mezinárodní knihkupectví. Jeho firma Interpress pak obstarávala české a slovenské knihy pro univerzity na Západě a dodávala anglickou, americkou a exilovou literaturu do zemí sovětského bloku. Později pokračovala distribuce knih do sovětského bloku i pod jinými firmami. Jméno společnosti se muselo stále měnit, aby unikla pozornosti Státní bezpečnosti. V archivu Ústavu pro studium totalitních režimů jsou dokumenty o tom, jak se československá Státní bezpečnost snažila získat informace o Mastníkovi a jeho činnosti. Svazek končí důtkou pracovníkovi, který to měl za úkol, protože se nechal Mastníkem vodit za nos.[zdroj?]
Během pražského jara v roce 1968 Mastník pochopil, že největší hlad po knihách mají lidé doma, kteří nemají přístup k západní literatuře. Otevřel tedy v Londýně obchod s upomínkovými předměty. Stačilo, aby se zákazník prokázal československým pasem, a mohl si pak vybrat zdarma tři knihy. Když během normalizace přestali návštěvníci jezdit do Londýna, obchod byl uzavřen. Zdeněk Mastník pak posílal exilové knihy do Československa poštou nebo kurýrem nebo je přikládal k zásilkám vědeckých knih. Knihkupectví Interpress pokračovalo jako zdroj literatury pro exulanty.
V období studené války existoval tajný Marshallův plán západního světa pro intelektuály (The West’s Secret Marshall Plan for the Mind) a zakládaly se Rakouské knihovny v Evropě. Jeho působení mělo význam nejen pro zakládání Rakouských knihoven, ale také při podpoře poválečných rakouských umělců i exilových českých spisovatelů. Byla založena Rakouská společnost pro literaturu ve Vídni. Z Československa hostila mimo jiné Jiřího Koláře, Otu Filipa, Josefa Nesvadbu či Josefa Škvoreckého. V roce 1964 zde zahájil svůj literární start na Západě i Václav Havel. V roce 1968 se Společnost starala i o posrpnové české exulanty.
Z české strany se na tajném Marshallově plánu podílel Zdeněk Mastník a podle všeho také Pavel Tigrid. Tajný Marshallův plán probíhal v režimu nejpřísnějšího utajení. V neděli 11. listopadu 2001 na ČT2 v pořadu "Ještě jsem tady" kde Tereza Brdečková hovořila s lidmi, kteří mají víc za sebou než před sebou, jako host o tom hovořil pan Zdeněk Mastník.